# Eisenbahnunfall von Ajaraka
Der Eisenbahnunfall von Ajaraka, eine Entgleisung, wurde durch den Anschlag auf eine Bahnstrecke südwestlich von Neu-Delhi am 23. November 1977 verursacht. 20 Menschen starben.

## Ausgangslage

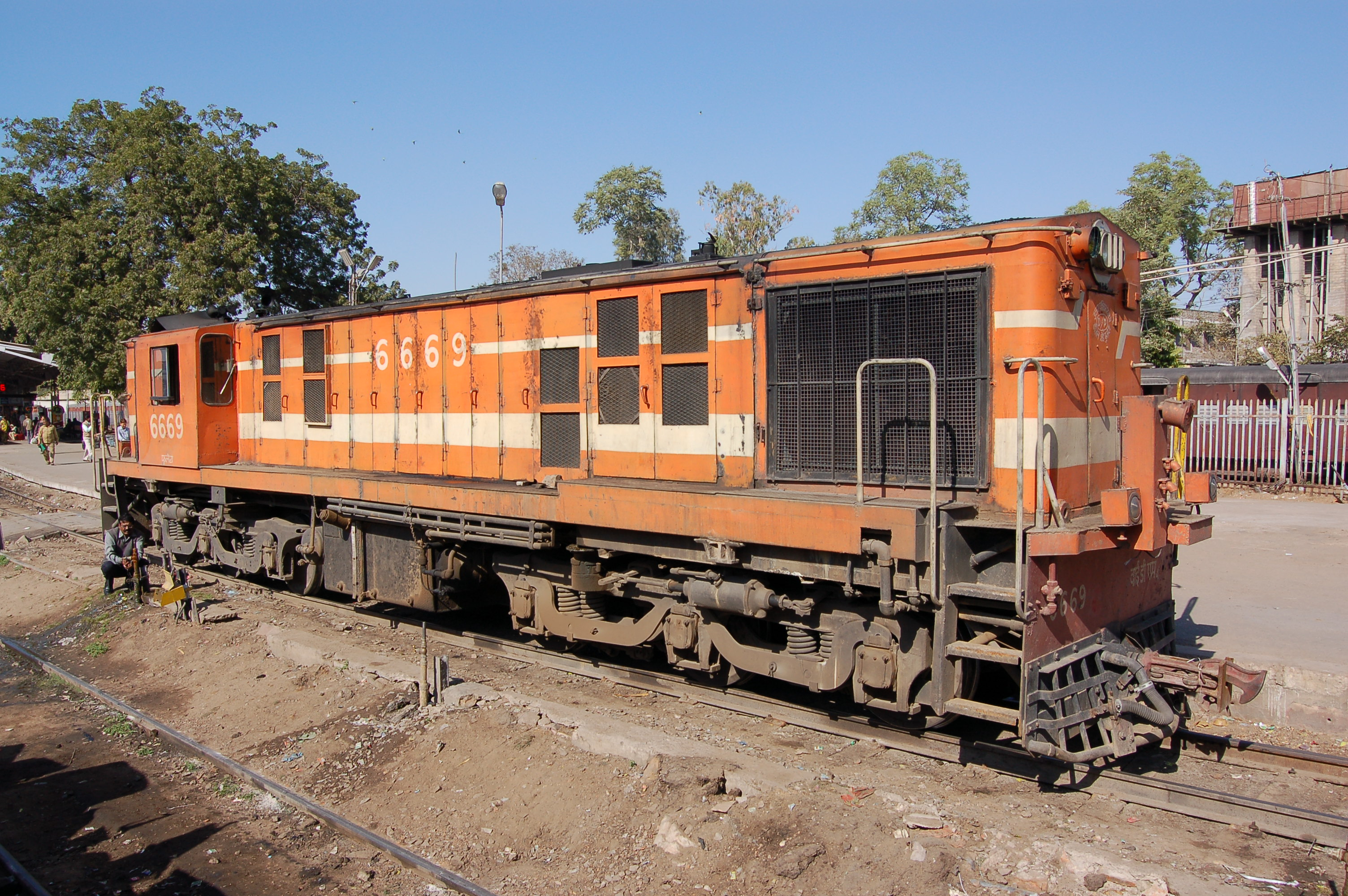
Eine Lokomotive der Baureihe YDM-4, wie sie in den Unfall verwickelt war

Der Nachtzug Nr. 2 war von Ahmedabad nach Neu-Delhi unterwegs. Gezogen wurde er von der Lokomotive YDM-4 6402. Einige seiner Wagen waren alt und besaßen noch hölzerne Aufbauten. 
Die Strecke Bandikui–Rewari war meterspurig.

## Unfallhergang
Auf der Strecke zwischen den Bahnhöfen Ajaraka und Bawal war ein 11,9 m langes Gleisstück entfernt worden. Die Schrauben waren gelöst und das Gleisstück herausgeschoben worden. Als der Zug Nr. 2 die Stelle befuhr, entgleisten die Lokomotive und 10 Wagen. Die entgleisten Wagen mit hölzernen Aufbauten wurden bei dem Unfall zertrümmert.

## Folgen
20 Menschen starben und 21 wurden verletzt. Der oder die Täter konnten nie ermittelt werden. Trotz des vorliegenden Unfallberichts entstanden aufgrund der allgemein desolaten Lage der Indian Railways, deren Unfälle von Politikern gerne auf externe Ursachen zurückgeführt werden, im Nachhinein Zweifel daran, ob es tatsächlich ein Anschlag war oder Materialermüdung, die zu dem Unfall geführt hatte.